# Robert F. Foley

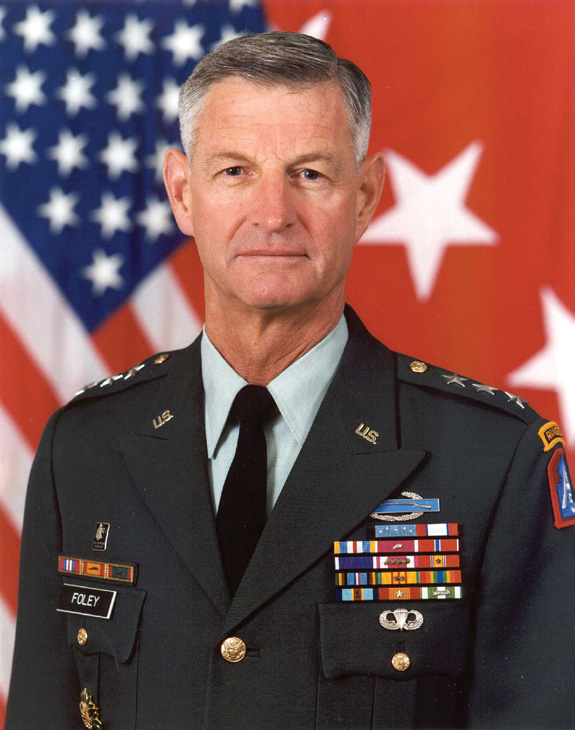
Robert F. Foley (1999)

Robert Franklin Foley (* 30. Mai 1941 in Newton, Middlesex County, Massachusetts) ist ein pensionierter Generalleutnant der United States Army. Er war unter anderem Kommandeur der 5. Armee.
In den Jahren 1959 bis 1963 durchlief Robert Foley die United States Military Academy in West Point. Nach seiner Graduation wurde er als Leutnant der Infanterie zugeteilt. In der Armee durchlief er anschließend alle Offiziersränge vom Leutnant bis zum Drei-Sterne-General.
In seinen jüngeren Jahren absolvierte er den für Offiziere in den niederen Rangstufen üblichen Dienst in verschiedenen Einheiten und Standorten in den Vereinigten Staaten. Im Jahr 1966 war er Kommandeur einer zur 25. Infanteriedivision gehörenden Kompanie. Sowohl seine Kompanie als auch die Division waren damals im Vietnamkrieg eingesetzt, wo sie in heftige Gefechte verwickelt waren. Dazu gehörte auch die Operation Attleboro bei der sich Foley mit seiner Kompanie durch militärische Leistungen auszeichnete. Für seinen dortigen Einsatz erhielt er die Ehrenmedaille des Kongresses.
Im weiteren Verlauf seiner militärischen Karriere diente Foley in Deutschland bei der 3. Infanteriedivision. Später wurde er Stabschef bei der 7. Infanteriedivision. Nach einer zwischenzeitlichen Funktion als Stabsoffizier im Heeresministerium in Washington, D.C. wurde er zum Stab der 2. Infanteriedivision nach Südkorea versetzt. Es folgte eine Berufung an die Militärakademie in West Point, wo er das Amt des Kommandeurs der Kadetten bekleidete.
Anschließend wurde Robert Foley nach Fort Gillem in Georgia versetzt, wo er stellvertretender Kommandeur der 2. Armee wurde. Zwischen dem 29. August 1995 und dem 13. August 1998 kommandierte Foley den United States Army Military District of Washington. Danach erhielt er als Nachfolger von Joseph W. Kinzer das Kommando über die 5. Armee in Fort Sam Houston in Texas. Nachdem er im August des Jahres 2000 sein Kommando an Freddy E. McFarren übergeben hatte, ging Robert Foley in den Ruhestand. 
Nach seiner Pensionierung war er bis 2004 Präsident des Marion Military Institutes in Alabama. Anschließend wurde er Leiter der Non-Profit-Organisation Army Emergency Relief, deren Zweck die Unterstützung und Hilfe für Soldaten und deren Familien in Notlagen ist.

## Orden und Auszeichnungen
Robert Foley erhielt im Lauf seiner militärischen Laufbahn unter anderem folgende Auszeichnungen:
- Medal of Honor
- Army Distinguished Service Medal
- Defense Superior Service Medal
- Legion of Merit
- Bronze Star Medal
- Purple Heart
- Meritorious Service Medal